# Diga di Burvagn
La diga di Burvagn è una diga a gravità situata nel Canton Grigioni, in Svizzera.
La diga si trova nel comune di Surses.

## Descrizione
Ha un'altezza di 20 metri e il coronamento è lungo 75 metri. Il volume della diga è di 23.000 metri cubi.
Il lago creato dallo sbarramento, il lai da Burvagn ha un volume massimo di 0,2 milioni di metri cubi e un'altitudine massima di 1120 m s.l.m. Lo sfioratore ha una capacità di 420 metri cubi al secondo.